# Seddok, l'erede di Satana
Seddok, l'erede di Satana è un film del 1960 diretto da Anton Giulio Majano. È un horror fantascientifico in bianco e nero che ha per protagonista Alberto Lupo.
È una storia basata sull'archetipo dello scienziato pazzo che compie folli esperimenti per salvare la donna amata, come altre pellicole del periodo (quali Occhi senza volto del 1960, Il mulino delle donne di pietra del 1960, Il diabolico dottor Satana del 1962).

## Trama

Susanne Loret in una scena del film

La spogliarellista Jeanette Moreneau rimane orribilmente sfigurata in volto a seguito di un incidente d'auto. Lo scienziato Albert Levin, che ha studiato gli effetti delle radiazioni sui tessuti viventi dopo il bombardamento atomico di Hiroshima in Giappone, inventa un siero imperfetto e teratogeno, "Derma 25", che ha poi raffinato in un agente di guarigione miracolosa, "Derma 28", in grado di rigenerare il tessuto cellulare della pelle deturpata. Egli sottopone segretamente la ragazza alla terapia, e durante la procedura se ne innamora. Il trattamento, però, dopo alcuni giorni comincia a perdere efficacia, e quando la sua fornitura di Derma 28 si esaurisce, il folle scienziato si rende conto di dover uccidere altre donne per estrarre delle ghiandole dal collo da cui ottenerne ancora; si inietta così il Derma 25 per diventare uno spietato mostro, in modo da poter ottenere facilmente le sue vittime. Fruendo dell'alibi che gli offre un feroce gorilla scappato dallo zoo, col quale è facilmente scambiato, il dottore compie il delitto su diverse giovani donne.
Del caso se ne occupa il commissario Bouchard: al commissariato giunge un'anziana mitomane che dichiara di aver visto il mostro, chiamandolo "Seddok", nome con cui da lì in avanti verrà utilizzato riferendosi al mostro. Bouchard si reca da Levin, spinto dal racconto del fidanzato di Jeanette, Pierre, che afferma di aver rincontrato Jeanette senza alcuna ferita, prima di essere colpito alle spalle. Levin afferma tuttavia che una tale guarigione sia impossibile, e ipotizza che i racconti dell'uomo siano dovuti a stress psicologico.
Sospettato dalla polizia e da Pierre, lo scienziato in fuga rapisce la ragazza, trasformandosi in mostro per l'ultima volta.

## Produzione
Il film fu una coproduzione italo-francese.
Si tratta di una momentanea escursione nel cinema dell'orrore di Anton Giulio Majano, noto come regista televisivo per la RAI tanto da essere considerato l'inventore della fiction televisiva italiana, in particolare del teleromanzo, poi chiamato "sceneggiato". In questo film egli utilizza due volti assai noti della televisione italiana dell'epoca, Alberto Lupo (nella parte del protagonista professor Albert Levin) e Sergio Fantoni (nella parte del suo rivale in amore Pierre).

## Distribuzione
La pellicola uscì in Italia il 19 agosto 1960.
Fu distribuita in Francia il 2 febbraio 1962 col titolo Le monstre au masque, in Germania Ovest il 14 giugno 1963 come Seddok - Der Wüger mit den Teufelskrallen, nel Messico il 30 aprile 1964 come Seddok, el heredero del diablo, in Brasile col titolo O Herdeiro de Satanás.
La prima statunitense del film avvenne il 29 maggio 1963 a Los Angeles in California. La versione per la distribuzione negli Stati Uniti doppiata in inglese, dal titolo Atom Age Vampire, ha una durata di 87 minuti, contro i 105 della versione originale del film. In tale edizione figura il nome aggiunto di Richard McNamara come "direttore della versione in lingua inglese" (riferendosi presumibilmente al doppiaggio). Quando fu distribuito per il circuito dell'home video in videocassetta e DVD il film fu ulteriormente accorciato (da 12 a 15 minuti).
Del film sarebbe circolata sui mercati esteri anche un'edizione contenente alcune scene di nudo censurate in Italia.
La pellicola è entrata nel pubblico dominio negli Stati Uniti.

## Accoglienza

### Incassi
Seddok, l'erede di Satana riscosse un modesto successo al botteghino incassando circa 90 milioni di lire italiane.

### Critica
Secondo Fantafilm, "il film non ha riscosso il plauso della critica, ma, senza dubbio, testimonia la irripetibile vitalità - sia pur nell'impianto traballante, ingenuo o commercialmente furbesco - del cinema italiano di serie B degli anni '60."
(G. Ciaccio, Rivista del Cinematografo, 7 giugno 1961)

## Rifacimenti
Nel 2009 l'animatore Scott Bateman ha distribuito una nuova versione di Atom Age Vampire sotto una licenza Creative Commons. Questa versione è stata creata prendendo la colonna sonora in lingua inglese del film in abbinamento con una grafica animata creata usando Adobe Flash. Questa versione include un flusso costante di sottotitoli e sovra-titoli che fanno osservazioni divertenti e aggiungono un ulteriore livello di dialogo e di commento al film.
In questa versione, il personaggio romantico di Pierre (che aveva respinto Jeanette prima del suo incidente, ma in seguito la cerca) viene dipinto come un pirata, mentre Sacha (il giardiniere muto del medico) ha un solo occhio ciclopico. I titoli spesso si riferiscono a varie esibizioni artistiche di fine cultura di Sacha che devono essere rinviate o interrotte, come una critica della poesia di T. S. Eliot o la creazione di una replica del David di Michelangelo.
Questa versione invita intenzionalmente al confronto sia con Che fai, rubi? (What's Up,  Tiger Lily?, 1966), un film in cui il regista Woody Allen prese un film giapponese e registrò una nuova colonna sonora infondendogli una trama completamente diversa, e Mystery Science Theater 3000, una serie televisiva in cui ai film viene donato un ulteriore livello di commento umoristico con il linguaggio, l'audio e gli elementi visivi.
Nel 2011 l'artista britannico Adam Roberts ha realizzato il breve film sperimentale Remake, una scena per una nuova versione rigirata del film originale utilizzando la colonna sonora inglese doppiata, ma senza la presenza di alcun personaggio.